# Invasión (película de 2024)
Invasión es una película española de ciencia ficción y drama de 2024, dirigida por David Martín-Porras y escrita por Guillem Clua, basada en su obra de teatro homónima. Está protagonizada por Claudia Salas, Fran Berenguer, Sofía Oria, Nourdin Batán, Álvaro Rico, Andrés Gertrúdix, María Adánez y Carlos Fuentes. Tuvo su estreno mundial en el Festival de Málaga el 8 de marzo de 2024, y luego se estrenó en cines españoles el 28 de junio de 2024, con distribución de A Contracorriente Films.

## Trama
Una irrupción extraterrestre tiene sometido al planeta Tierra. Dos prisioneros de bandos contrarios encerrados en una celda, tres soldados del ejército español refugiados en una fábrica y un matrimonio de científicos a solas con un extraterrestre preso deberán aprender a confiar en el enemigo para poder sobrevivir a la noche más larga de sus vidas.

## Reparto
- Claudia Salas
- Fran Berenguer
- Sofía Oria
- Nourdin Batán
- Álvaro Rico
- Andrés Gertrúdix
- María Adánez
- Carlos Fuentes
- Marga Arnau[3]

## Producción
El 29 de noviembre de 2022, se anunció que el director David Martín Porras, el dramaturgo Guillem Clua y el productor Eduardo Campoy estaban trabajando en una adaptación a cine de la obra de teatro Invasión de Clua, la cual sería la segunda colaboración entre los tres después de La piel en llamas. A su vez, se anunció que su rodaje ya había comenzado en Tenerife, con María Adánez, Fran Berenguer, Sofía Oria, Claudia Salas, Álvaro Rico, Nourdin Batán, Andrés Gertrúdix, Marga Arnau (Hierro) y Carlos Fuentes. El 22 de diciembre de 2022, se anunció que el rodaje de la película ya había concluido después de tan solo tres semanas.

## Lanzamiento y marketing
El 15 de febrero de 2024, Secuoya Studios confirmó que Invasión se estrenaría en el Festival de Málaga el 8 de marzo de 2024. El 26 de mayo de 2024, A Contracorriente Films sacó el tráiler de la película y programó su estreno para el 28 de junio de 2024.